# Aconogonon rumicifolium
Aconogonon rumicifolium är en slideväxtart som först beskrevs av John Forbes Royle och Charles Cardale Babington, och fick sitt nu gällande namn av Kanesuke Hara. Aconogonon rumicifolium ingår i släktet sliden, och familjen slideväxter. Inga underarter finns listade i Catalogue of Life.